# Паутина лжи
«Паутина лжи» (англ. Random Hearts) — художественный фильм, драма режиссёра Сидни Поллака 1999 года, поставленный по мотивам одноимённого романа Уоррена Адлера.

## Сюжет
Жена сержанта полиции Датча Ван ден Брука и муж политика Кей Чандлер погибли в авиакатастрофе. Датч даже не знал о том, что его супруга Пейтон купила билет на самолёт. Пытаясь понять, как она попала на рейс, Датч догадывается, что у Пейтон был роман. Датч делится своими подозрениями с Кей. Сблизившиеся в результате несчастья Датч и Кей начинают питать чувства друг к другу. Между тем Кей предстоят перевыборы в Конгресс, а у Датча погиб свидетель по важному уголовному делу…

## В ролях
| Актёр               | Роль                   |
| ------------------- | ---------------------- |
| Харрисон Форд       | Датч Ван ден Брук      |
| Кристин Скотт Томас | Кей Чандлер            |
| Чарльз С. Даттон    | Элси                   |
| Бонни Хант          | Вэнди Джадд            |
| Сидни Поллак        | Карл Броман            |
| Ричард Дженкинс     | Труман Трейнор         |
| Кейт Мара           | Джессика Чандлер       |
| Сюзанна Томпсон     | Пейтон Ван Ден Брук    |
| Деннис Хэйсберт     | детектив Джордж Бофорт |

## Критика
Фильм был плохо воспринят критиками. Агрегатор рецензий Rotten Tomatoes ретроспективно дает фильму рейтинг 15 % на основе отзывов, полученных от 88 критиков. Консенсус сайта гласит: «Даже Харрисон Форд не смог спасти скучный сюжет и медленный темп фильма».
В положительном обзоре для The New York Times Джанет Маслин написала, что фильмам Сидни Поллака «удалось быть линейными, но в то же время вдумчиво прослеживающими нюансы поведения их персонажей, со стилистической полировкой и наблюдательностью, которые нечасто встречаются в американских фильмах». Маслин также отметила, что «лаконичный Форд во всем мучительно эффективен». 
Роджер Эберт из Chicago Sun-Times написал: «В „Паутине лжи“ так много хороших вещей, но они идут рядом, а не друг за другом. Они существуют в одном и том же фильме, но они не складываются вместе. На самом деле у фильма нет никакого итога — просто конец, оставляющий нам все эти прекрасные кусочки, которые все еще ждут, чтобы собраться воедино. Если бы это был сценарий, а не конечный продукт, вы могли бы увидеть, как с еще одним переписыванием все могло бы встать на свои места». 